# Schlotheimia fuscoviridis
Schlotheimia fuscoviridis är en bladmossart som beskrevs av Hornschuch 1840. Schlotheimia fuscoviridis ingår i släktet Schlotheimia och familjen Orthotrichaceae. Inga underarter finns listade i Catalogue of Life.